# Coup de lance

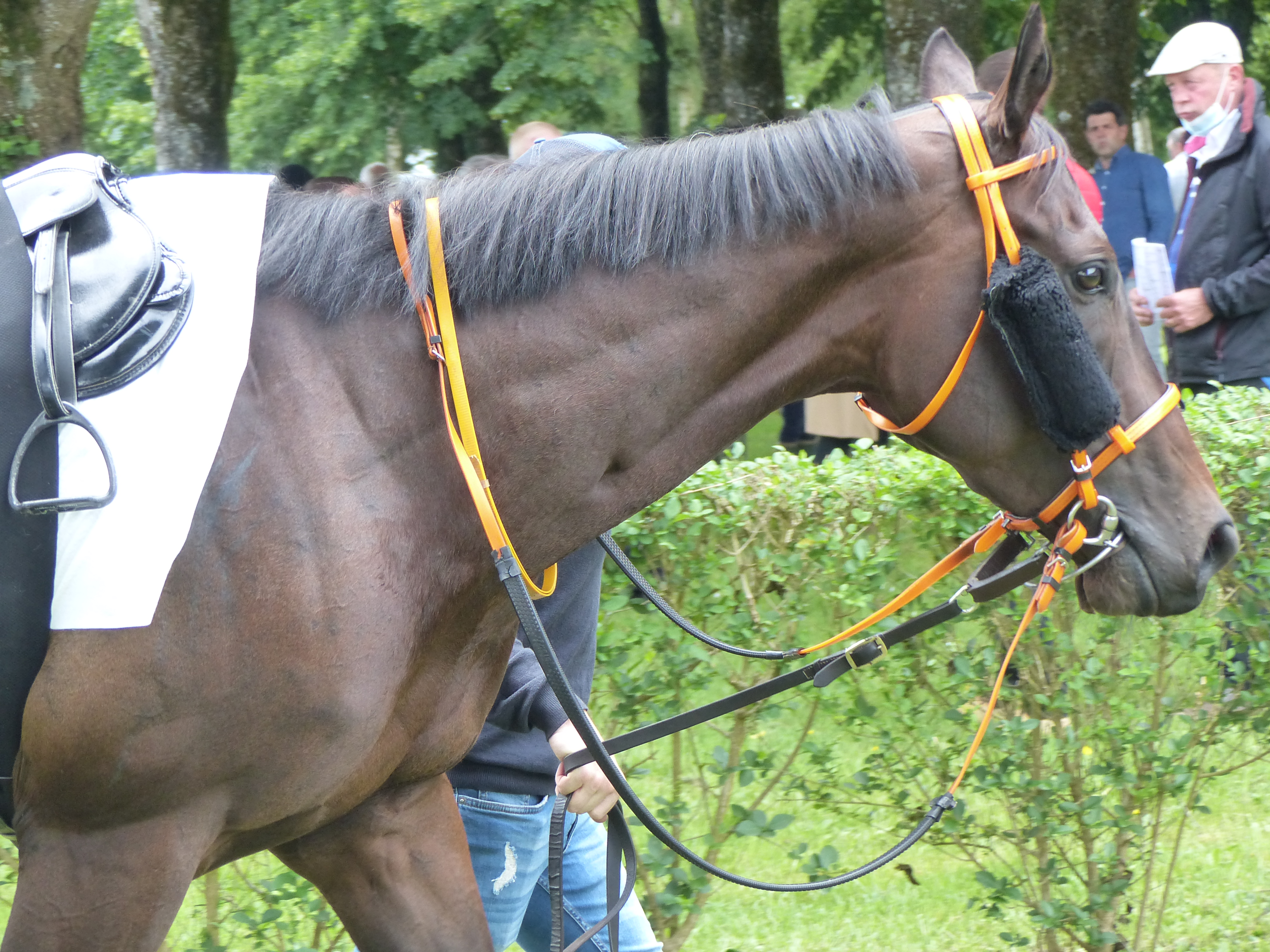
Coup de lance sur un Pur-sang.

Un coup de lance est une dépression musculaire, généralement située dans la partie inférieure de l'encolure d'un cheval. Cette marque est expliquée par la position du poulain in-utero. 
Le coup de lance fait l'objet de diverses croyances, entre autres liées à sa dénomination même. En français, cette dépression musculaire est expliquée par un coup de lance qu'aurait reçu un étalon Turc lors d'un tournoi, tandis qu'en anglais, elle l'est par l'apposition d'un doigt du Prophète sur l'encolure des cinq juments élues.

## Origine
Le « coup de lance » est visible dès la naissance du cheval. Selon l'IFCE, son origine est à chercher dans la position du fœtus de poulain dans le ventre de sa mère : le coup de lance correspondrait à une marque imprimée par les sabots des membres postérieurs.

## Histoire
Le maître de forge Pierre-Clément Grignon consacre une longue « observation hippotomique » au coup de lance du cheval. Il dissèque pour cela un cheval porteur de cette marque. Dans ses observations publiées en 1775, il note que certains chevaux portent le coup de lance dès leur naissance. Il confirme l'observation de M. Daubenton, selon laquelle il s'agit d'une « conformation particulière de certains chevaux », et estime que cette marque peut résulter d'un coup de lance ou d'une autre blessure, ou bien d'une malformation congénitale. Enfin, il remarque que les chevaux Espagnols, Turcs, Barbes et Tartares portent ce coup de lance.

## Croyances associées
Selon Le nouveau parfait maréchal ou la connoissance générale et universelle du cheval de François-Alexandre de Garsault (1755), Le coup de lance passe pour une « très bonne marque », dont l'origine est liée à un cheval turc qui reçut un coup de lance à cet endroit, qui devint reproducteur en haras, et dont toute la descendance conserva cette « marque d'honneur ». 
D'après Grignon, cette histoire a été racontée par Jacques de Solleysel, qui la tenait lui-même d'auteurs plus anciens.
En anglais, cette dépression musculaire est nommée Prophet's thumbmark (marque du doigt du Prophète). Elle s'associe à une légende selon laquelle le Prophète de l'Islam, pour remercier cinq juments (Al Khamsa) d'être revenues vers lui malgré leur soif, apposa l'un de ses doigts dans la partie inférieure de leur encolure, pour les bénir et les remercier de leur loyauté.